# 赤坂銀行
株式会社赤坂銀行（あかさかぎんこう）は、明治期から昭和期に存在した岐阜県の私立銀行。現在は十六銀行。

## 沿革
- 1888年（明治21年）1月 - 赤坂村の素封家、矢橋家の惣本家当主・徳次郎、本家当主・敬吉、本家・友吉の3人をはじめ、高橋仁平、竹中与一ら地主・商工業者26名が発起人となり、赤坂銀行の前身である興産会社（資本金・7,500円、代表者・矢橋敬吉、本業・石灰の銀行類似会社）を不破郡赤坂村に設立
- 1893年（明治26年）12月26日 - 興産株式会社に改組。
- 1902年（明治35年）1月10日・2月3日（諸説あり）- 赤坂銀行に改称。
- 1942年（昭和17年）4月30日 - 十六銀行による買収が大蔵省に認可される。
- 1942年（昭和17年）5月5日 - 買収。